# 天府三街站
天府三街站位于成都市高新区天府大道中段天府三街路口，是成都地铁1号线的地下车站，于2015年7月25日开通使用。因临近天府三街而得名，是成都地铁通过共享单车的最热出行地铁站之一。本站在建设过程中的工程名为“科技园站”。

## 车站结构
天府三街站是单层侧式车站，总长183.3米，标准单层段宽46.9米，设4个出入口，4组风亭。

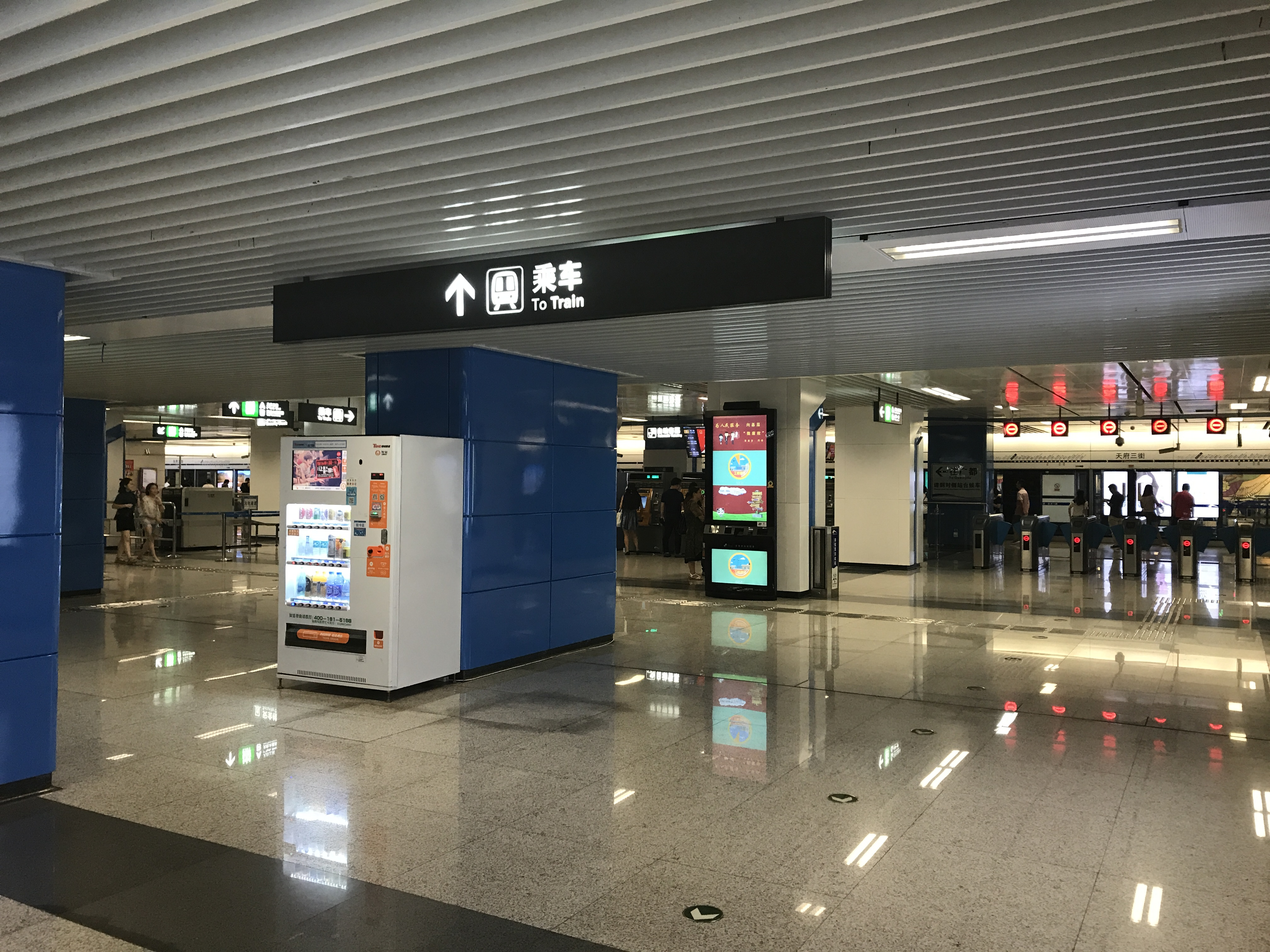
站厅
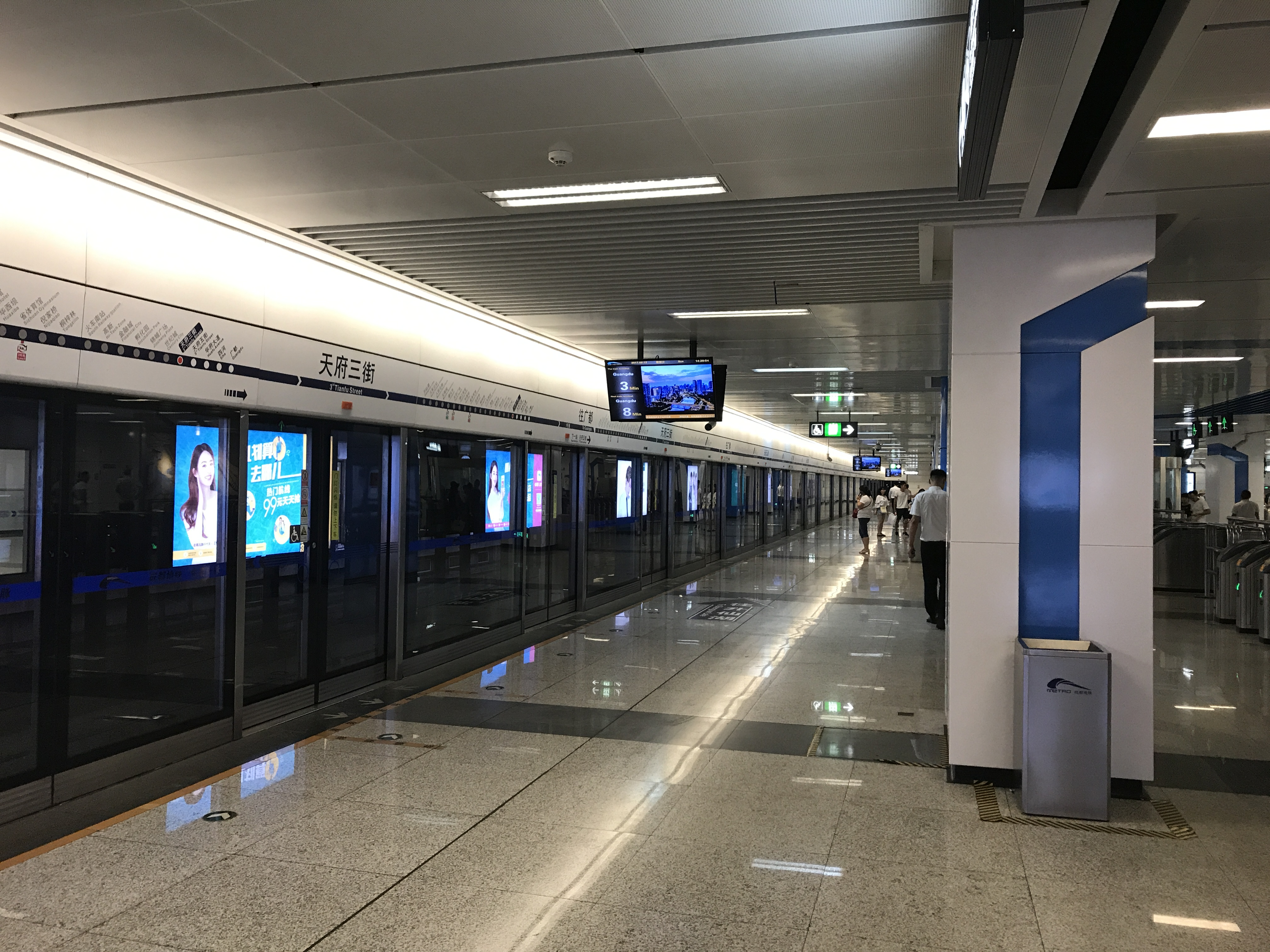
站台
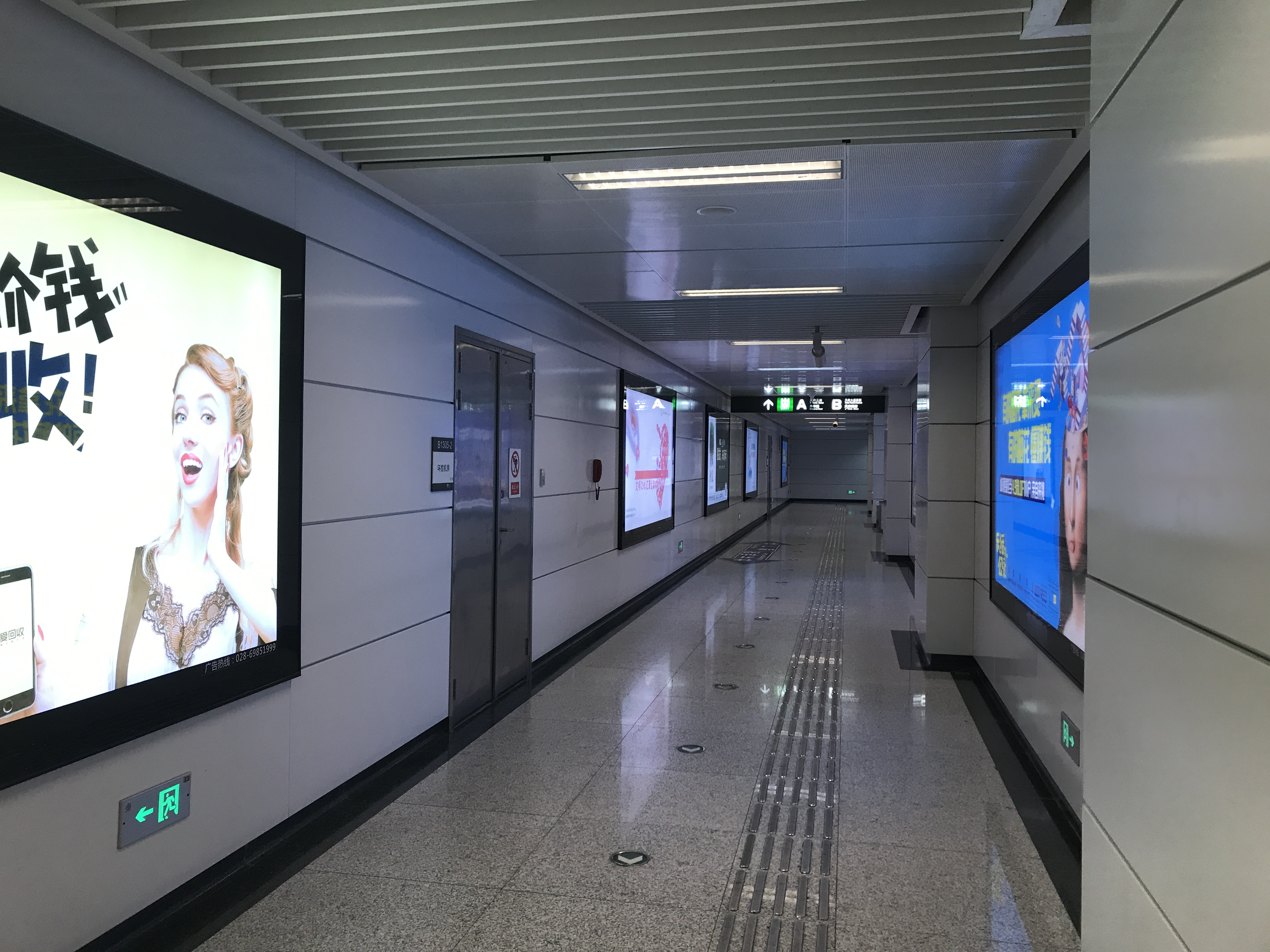
站厅连接通道

| 地面      |                                           | 出入口                     |  |
| 地下 一层 | 站厅                                      | 安检、售票机、站内商店     |  |
| 地下 一层 | 侧式站台，右边车门将会开启                |                            |  |
| 地下 一层 | 1号线列车往韦家碾方向（世纪城）           |                            |  |
| 地下 一层 | 1号线列车往科学城/五根松方向 （天府五街） |                            |  |
| 地下 一层 | 侧式站台，右边车门将会开启                |                            |  |
| 地下 一层 | 站厅                                      | 安检、售票机、站内商店     |  |
| 地下 二层 |                                           | 站厅连接通道、站台连接通道 |  |

- 站厅
- 站台
- 站厅连接通道

## 内装与公共艺术
设计主题:科技成就梦想，创意改变生活。
天府三街站以年轻、创意、时尚、活力、梦想为装修特质，空间采用现代的设计处理。其中，天花以现代科技的电路板为设计立意，以几何的流线与天花局部的色彩变化，体现空间的寓意与内涵。柱面设计采用交错跳跃式的布置，部分柱面以色彩为突出点，部分柱面以几何构成的设计表现设计的立意。

### 艺术墙
在两侧站厅，分别有两组名为《梦想之旅》《梦想之境》的艺术墙，墙面以陶瓷艺术加工壁画相结合的形式，以花儿、飞鸟、少年为设计元素，展现天府三街站年轻、创意、时尚、活力、梦想的特质。

## 出入口信息
天府三街站目前开放4个出入口。
| 出口编号 | 设施       | 地点         | 可到达目的地                                                  | 照片 |
| -------- | ---------- | ------------ | ------------------------------------------------------------- | ---- |
|          |            |              |                                                               |      |
|          |            | 天府三街     | 新希望国际、ICON·大源国际中心、成都希尔顿酒店、花样年福年广场 |      |
| 出口 · B | 无障碍电梯 | 天府大道中段 | 花样年香年广场、中兴通讯大厦                                  |      |
| 出口 · C |            | 天府大道中段 | 天府软件园                                                    |      |
| 出口 · C | 无障碍电梯 | 天华一路     | 天府软件园、桂龙公园                                          |      |

## 公交换乘
131路;240a路;240b路;501路;503a路;504路;506路;509路;514路;g32路

## 大事记
- 2013年12月30日，主体封顶[4]。
- 2015年7月25日，正式启用[1]。